# Volleyball Challenger Cup femminile 2018
La Volleyball Challenger Cup femminile 2018, 1ª edizione dell'omonima competizione femminile di pallavolo, si è svolta dal 20 al 24 giugno 2018 a Lima, in Perù: al torneo hanno partecipato sei squadre nazionali e la vittoria finale è andata per la prima volta alla Bulgaria.

## Qualificazioni
Al torneo hanno partecipato: la nazionale del paese organizzatore, una nazionale nordamericana, qualificata tramite il torneo di qualificazione nordamericano, una nazionale sudamericana, qualificata tramite il torneo di qualificazione sudamericano, una nazionale asiatica e oceaniana, qualificata tramite il torneo di qualificazione asiatico e oceaniano, e due nazionali europee, tutte qualificate tramite l'European Golden League 2018.

## Impianti
|                                                                                                |  |  |
|                                                                                                |  |  |
| Complejo Deportivo Niño Héroe Manuel Bonilla Città: Lima Capienza: 6 000 Anno d'apertura: 1989 |  |  |

## Regolamento

### Formula
Le squadre hanno disputato una prima fase a gironi con formula del girone all'italiana; al termine della prima fase:
- Le prime due classificate di ogni girone hanno acceduto alla fase finale per il primo posto strutturata in semifinali, finale per il terzo posto e finale.

### Criteri di classifica
Se il risultato finale è stato di 3-0 o 3-1 sono stati assegnati 3 punti alla squadra vincente e 0 a quella sconfitta, se il risultato finale è stato di 3-2 sono stati assegnati 2 punti alla squadra vincente e 1 a quella sconfitta.
L'ordine del posizionamento in classifica è stato definito in base a:
- Numero di partite vinte;
- Punti;
- Ratio dei set vinti/persi;
- Ratio dei punti realizzati/subiti;
- Risultati degli scontri diretti.

## Squadre partecipanti
| Squadra    | Qualificazione                                      | Ultima partecipazione |
| ---------- | --------------------------------------------------- | --------------------- |
| Australia  | 3ª al torneo di qualificazione asiatico e oceaniano | Debutto               |
| Bulgaria   | 1ª all'European Golden League 2018                  | Debutto               |
| Colombia   | 2ª al torneo di qualificazione sudamericano         | Debutto               |
| Perù       | Paese organizzatore                                 | Debutto               |
| Porto Rico | 1ª al torneo di qualificazione nordamericano        | Debutto               |
| Ungheria   | 2ª all'European Golden League 2018                  | Debutto               |

## Torneo

### Fase a gironi
| Girone A | Girone B   |
| -------- | ---------- |
| Colombia | Australia  |
| Perù     | Bulgaria   |
| Ungheria | Porto Rico |

#### Girone A

##### Risultati
| 20 giugno 2018 Complejo Deportivo Manuel Bonilla, Lima Durata: 1h:24 - Spettatori: 500 | Perù     | 0 - 3 | Colombia | 24-26, 12-25, 12-25 |
| 21 giugno 2018 Complejo Deportivo Manuel Bonilla, Lima Durata: 1h:13 - Spettatori: 125 | Colombia | 3 - 0 | Ungheria | 25-13, 25-19, 25-7  |
| 22 giugno 2018 Complejo Deportivo Manuel Bonilla, Lima Durata: 1h:25 - Spettatori: 600 | Ungheria | 0 - 3 | Perù     | 14-25, 11-25, 26-28 |

##### Classifica
| Pos | Squadra  | Pt | G | V | P | SV | SP | Ratio | PF  | PS  | Ratio |
| --- | -------- | -- | - | - | - | -- | -- | ----- | --- | --- | ----- |
| 1   | Colombia | 6  | 2 | 2 | 0 | 6  | 0  | MAX   | 151 | 87  | 1.735 |
| 2   | Perù     | 3  | 2 | 1 | 1 | 3  | 3  | 1.000 | 126 | 127 | 0.992 |
| 3   | Ungheria | 0  | 2 | 0 | 2 | 0  | 6  | 0.000 | 90  | 153 | 0.588 |

#### Girone B

##### Risultati
| 20 giugno 2018 Complejo Deportivo Manuel Bonilla, Lima Durata: 1h:12 - Spettatori: 300 | Bulgaria   | 3 - 0 | Australia  | 25-11, 25-16, 25-15 |
| 21 giugno 2018 Complejo Deportivo Manuel Bonilla, Lima Durata: 1h:16 - Spettatori: 150 | Porto Rico | 3 - 0 | Australia  | 25-10, 25-19, 25-15 |
| 22 giugno 2018 Complejo Deportivo Manuel Bonilla, Lima Durata: 1h:20 - Spettatori: 300 | Bulgaria   | 3 - 0 | Porto Rico | 25-18, 25-18, 25-14 |

##### Classifica
| Pos | Squadra    | Pt | G | V | P | SV | SP | Ratio | PF  | PS  | Ratio |
| --- | ---------- | -- | - | - | - | -- | -- | ----- | --- | --- | ----- |
| 1   | Bulgaria   | 6  | 2 | 2 | 0 | 6  | 0  | MAX   | 150 | 92  | 1.630 |
| 2   | Porto Rico | 3  | 2 | 1 | 1 | 3  | 3  | 1.000 | 125 | 119 | 1.050 |
| 3   | Australia  | 0  | 2 | 0 | 2 | 0  | 6  | 0.000 | 86  | 150 | 0.573 |

### Fase finale
|  | Semifinali | Semifinali | Semifinali |          |          | Finale             | Finale             | Finale             |  |
|  |            |            |            |          |          |                    |                    |                    |  |
|  | Colombia   | Colombia   | 3          |          |          |                    |                    |                    |  |
|  | Colombia   | Colombia   | 3          |          |          |                    |                    |                    |  |
|  | Porto Rico | Porto Rico | 1          |          |          |                    |                    |                    |  |
|  | Porto Rico | Porto Rico | 1          |          | Colombia | Colombia           | 1                  |                    |  |
|  |            |            |            |          | Colombia | Colombia           | 1                  |                    |  |
|  |            |            | Bulgaria   | Bulgaria | 3        |                    |                    |                    |  |
|  | Bulgaria   | Bulgaria   | Bulgaria   | Bulgaria | 3        | 3                  |                    |                    |  |
|  | Bulgaria   | Bulgaria   |            |          |          | 3                  |                    |                    |  |
|  | Perù       | Perù       | 0          |          |          | Finale 3º/4º posto | Finale 3º/4º posto | Finale 3º/4º posto |  |
|  | Perù       | Perù       | 0          |          |          |                    |                    |                    |  |
|  |            |            |            |          |          |                    |                    |                    |  |
|  |            |            |            |          |          | Porto Rico         | Porto Rico         | 3                  |  |
|  |            |            |            |          |          | Porto Rico         | Porto Rico         | 3                  |  |
|  |            |            |            |          |          | Perù               | Perù               | 2                  |  |

#### Semifinali
| 23 giugno 2018 Complejo Deportivo Manuel Bonilla, Lima Durata: ? - Spettatori: ? | Colombia | 3 - 1 | Porto Rico | 23-25, 27-25, 25-10, 25-18 |
| 23 giugno 2018 Complejo Deportivo Manuel Bonilla, Lima Durata: ? - Spettatori: ? | Bulgaria | 3 - 0 | Perù       | 25-21, 25-22, 25-18        |

#### Finale 3º posto
| 24 giugno 2018 Complejo Deportivo Manuel Bonilla, Lima Durata: ? - Spettatori: ? | Porto Rico | 3 - 2 | Perù | 22-25, 25-15, 21-25, 25-17, 16-14 |

#### Finale 1º posto
| 24 giugno 2018 Complejo Deportivo Manuel Bonilla, Lima Durata: ? - Spettatori: ? | Colombia | 1 - 3 | Bulgaria | 25-22, 19-25, 20-25, 23-25 |

## Podio

### Campione
Formazione: 1 Gergana Dimitrova, 2 Nasja Dimitrova, 3 Kristiana Petrova, 4 Veselina Grigorova, 7 Lora Kitipova, 8 Petja Barakova, 9 Monika Krăsteva, 10 Mira Todorova, 11 Hristina Ruseva, 12 Marija Karakaševa, 15 Žana Todorova, 17 Borislava Săjkova, 18 Silvana Čauševa, 19 Aleksandra Milanova, CT: Ivan Petkov

### Secondo posto
Formazione: 1 Darlevis Mosquera, 2 Yeisy Soto, 3 Dayana Segovia, 5 Ana Karina Olaya, 6 Valerín Carabalí, 9 Juliana Toro, 11 Giselle Pérez, 13 Camila Gómez, 14 Angie Velásquez, 15 María Alejandra Marín, 16 Melissa Rangel, 18 Margarita Martínez, 19 Amanda Coneo, 20 Verónica Pasos, CT: Antonio Rizola

### Terzo posto
Formazione: 1 Daly Santana, 6 Dalianliz Rosado, 8 Jennifer Nogueras, 10 Jennifer Quesada, 11 Sofía Victoriá, 13 Shirley Ferrer, 14 Natalia Valentín, 15 Génesis Collazo, 18 Alba Hernández, 19 Ana Sofía Jusino, 20 Legna Hernández, 21 Pilar Victoriá, CT: Abdell Otero

## Classifica finale
| Pos | Squadra    | Qualificazione                 |
| --- | ---------- | ------------------------------ |
|     | Bulgaria   | Volleyball Nations League 2019 |
|     | Colombia   |                                |
|     | Porto Rico |                                |
| 4   | Perù       |                                |
| 5   | Australia  |                                |
| 5   | Ungheria   |                                |